# Necoxtla
Necoxtla är en ort i Mexiko.   Den ligger i kommunen Camerino Z. Mendoza och delstaten Veracruz, i den sydöstra delen av landet, 220 km öster om huvudstaden Mexico City. Necoxtla ligger 2 047 meter över havet och antalet invånare är 2 890.
Terrängen runt Necoxtla är bergig åt nordost, men åt sydväst är den kuperad. Terrängen runt Necoxtla sluttar norrut. Runt Necoxtla är det ganska tätbefolkat, med 134 invånare per kvadratkilometer. Närmaste större samhälle är Orizaba, 9,9 km nordost om Necoxtla. I omgivningarna runt Necoxtla växer huvudsakligen savannskog.